# عملة 20 بيسو فلبيني
عملة 20 بيسو فلبيني (₱20) هي أكبر عملة من البيزو الفلبيني.

## التاريخ
أعلن البنك المركزي الفلبيني في يوليو 2019 أنه سيستبدل ورقة 20 بيسو فلبيني بعملة معدنية نظرًا لأن عمر العملة المعدنية يبلغ مدة 10 إلى 15 سنة، بخلاف الورقة النقدية التي عمرها سنة واحدة. صرح محافظ البنك المركزي الفلبيني بنيامين ديوكنو في سبتمبر 2019 أن على وجه العملة مانويل كويزون، وأن العملة ستكون ثنائية المعدن ومطلية بالبرونز، وستكون أكبر قليلاً من عملة 10 بيسو فلبيني. وذكر أيضًا احتوائها على ميزات أمنية جديدة على ميزات سلسلة عملات الجيل الجديد الأخرى. نشر البنك المركزي صورة عملة 20 بيسو في 17 ديسمبر 2019 وعملة 5 بيسو. كان من المقرر سك في أوئل عام 2019 أو أوائل عام 2020، وهو ما حدث حيث سكت 500000 قطعة نقدية في 17 ديسمبر 2019.